# Tanglewood
Tanglewood – miejscowość oraz instytucja muzyczna, w której odbywają się próby i koncerty muzyczne. Znajduje się w Berkshire County w stanie Massachusetts w USA, pomiędzy miejscowościami Lenox i Stockbridge. Miejsce corocznych festiwali muzycznych Tanglewood Music Festival oraz Tanglewood Jazz Festival. Od roku 1937 letnia siedziba Bostońskiej Orkiestry Symfonicznej.

## Historia
Nazwa Tanglewood nawiązuje do pisarza amerykańskiego Nathaniela Hawthorne'a. Za radą wydawcy Williama Ticknora, Hawthorne wynajął mały domek od Williama Aspinwall Tappana w marcu 1850 roku, aby tam napisać Tanglewood Tales (1953), zbiór mitów greckich, przeznaczonych dla dzieci. Aby upamiętnić to wydarzenie, właściciel domku nazwał go "Tanglewood" i tak nazwa weszła do powszechnego użycia. 
Pierwsze koncerty, w wykonaniu Bostońskiej Orkiestry Sympfonicznej (BOS), odbyły się w Tanglewood w roku 1936. Trzy pierwsze koncerty Orkiestra wykonała w namiocie przed publicznością liczącą 15 000 osób. W tym samym roku Mary Aspinwall Tappan podarowała Tanglewood - letnią posiadłość należącą do jej rodziny - Bostońskiej Orkiestrze.
W roku 1938 postawiono konstrukcję w kształcie wachlarza, której nadano nazwę Koussevitzky Music Shed, w skrócie "the Shed"). Może ona pomieścić 5,100 słuchaczy i jest do dzisiaj miejscem koncertów letnich na świeżym powietrzu wykonywanych przez Bostońskiej Orkiestry Symfonicznej. 
W 1939 roku dyrygent Siergiej Kusewicki zainicjował i otworzył letnią szkołę muzyczną dla około 300 młodych muzyków. Obecna nazwa szkoły to Tanglewood Music Center (wcześniej znana jako Berkshire Music Center).

## Literatura
- Joseph Horowitz. Classical Music in America: A History of Its Rise and Fall. W. W. Norton & Company, 2005. ISBN 0-393-05717-8.
- Andrew L. Pincus. Scenes from Tanglewood. Northeastern University Press, 1989.  ISBN 1-55553-054-0.